# Tan solo héroes
Heroes (conocida en Latinoamérica como Tan solo héroes), es una película dramática estadounidense de 1977, dirigida por Jeremy Paul Kagan y protagonizada por Henry Winkler, Sally Field y Harrison Ford.

## Sinopsis
Un problemático veterano de Vietnam, con planes para crear una granja de gusanos, conoce a una chica y toma un camión rumbo a California.

## Reparto
- Henry Winkler como Jack Dunne
- Sally Field como Carol Bell
- Harrison Ford como Ken Boyd
- Val Avery como el conductor
- Olivia Cole como Jane Adcox
- Hector Elias como Dr. Elias
- Dennis Burkley como Gus
- Tony Burton como Chef
- Michael Cavanaugh como Peanuts
- Stuart Margolin (no acreditado) como el conductor de camioneta
- Rance Howard como trabajador en el hospital
- John Cassavetes (no acreditado) como el Doctor

## Producción
La película se basó en un guion autobiográfico original de James Carabatsos, un veterano de Vietnam que también escribió películas de temática militar como Heartbreak Ridge y Hamburger Hill. Se lo envió al agente de Henry Winkler, entonces muy popular gracias a Happy Days. A Winkler le encantó el guion y se lo mostró a dos productores, Lawrence Turman y David Foster, que querían trabajar con él. Se lo presentaron como un paquete a Ned Tanen de Universal Pictures, quien aceptó financiar la película. David Freeman hizo una reescritura de la película que se rodó durante 35 días.

## Reconocimientos
- Henry Winkler recibió una nominación al Globo de Oro al Mejor Actor en una película dramática.
- Winkler recibió la correspondiente nominación en los Premios BAFTA y la película también recibió otra nominación a la Mejor Partitura Musical.[2]